# Sepia (Farbstoff)
| Informationen zu C.I. Natural Brown 9 |             |
| CAS-Nummer                            | 77465-45-3  |
| EG-Nummer                             | 278-691-5   |
| ECHA-ID                               | 100.071.516 |
| Wikidata                              | Q767608     |

Sepia (C.I. Natural Brown 9) ist ein braun- bis grauschwarzer Farbstoff, der aus dem Tintenbeutel von Tintenfischen (Sepien) gewonnen wird, die ihn als Wehrsekret einsetzen. Er wurde zum Färben von Stoffen und als Tusche zum Zeichnen verwendet. Nach diesem Farbstoff ist der Farbton der Sepia-Fotografie und der Sepia-Zeichnung benannt.

Strukturformel von Sepiapterin

Heute nutzt man Sepia vor allem zum Färben von Lebensmitteln, besonders von Pasta (Schwarze Pasta, Sepia), Gebäck sowie in der Aquarellmalerei. Der Sepienfarbstoff besteht hauptsächlich aus einem grau-schwarzen Melanin, das aus Tyrosin über das 3,4-Dihydroxyphenylalanin (Dopa) hergestellt wird, sowie Spuren des gelben Farbstoffs Sepiapterin. Melanin ist ein sogenanntes Heteropolymer, das aus Dopachinon, Indol-5,6-chinon und Indol-5,6-chinoncarbonsäure im Verhältnis 3:2:1 gebildet wird. Die schwache Arzneiwirkung des Farbstoffs beruht dagegen auf dem Vorhandensein des Pteridin-Derivats Sepiapterin.